# Hero and the Terror
Hero and the Terror  (br: Um Herói e seu Terror) é um filme produzido nos Estados Unidos em 1988, dirigido por William Tannen.

## Sinopse
Detetive Danny prende perigoso assassino. Três anos depois, o criminoso foge da prisão, mas sofre acidente de automóvel e a polícia o dá como morto. Mas certos crimes fazem Danny suspeitar que o assassino está vivo e que eles vão se reencontrar em breve.

## Elenco
- Chuck Norris ... Danny O'Brien
- Brynn Thayer 	... Kay
- Steve James 	... Robinson
- Jack O'Halloran ... Simon Moon
- Jeffrey Kramer 	... Dwight
- Ron O'Neal	... Mayor
- Murphy Dunne 	... Theater Manager
- Heather Blodgett ... Betsy
- Tony DiBenedetto ... Dobeny
- Billy Drago ... Dr. Highwater